# Chiesa di San Colombano (Pezzolo Valle Uzzone)
La chiesa di San Colombano  è la parrocchiale di Pezzolo Valle Uzzone nella provincia di Cuneo in Piemonte. Appartiene alla diocesi di Alba, e risale al XIV secolo.